# Tuko (företag)

Tuko Oy (till 1993 Tukkukauppojen Oy), var ett grossistföretag i Helsingfors.
Företaget grundades 1942 som centralaffär för den så kallade T-gruppen (en föregångare hade grundats 1924). Tuko inköptes 1996 av Kesko Oyj, men styckades efter ingripande av Europeiska kommissionen. Den del av företaget (Tavastkulla gård) som förblev i Keskos ägo döptes 1997 om till Hämeenkylän Kauppa Oy. 